# Henning Christoph Kramer

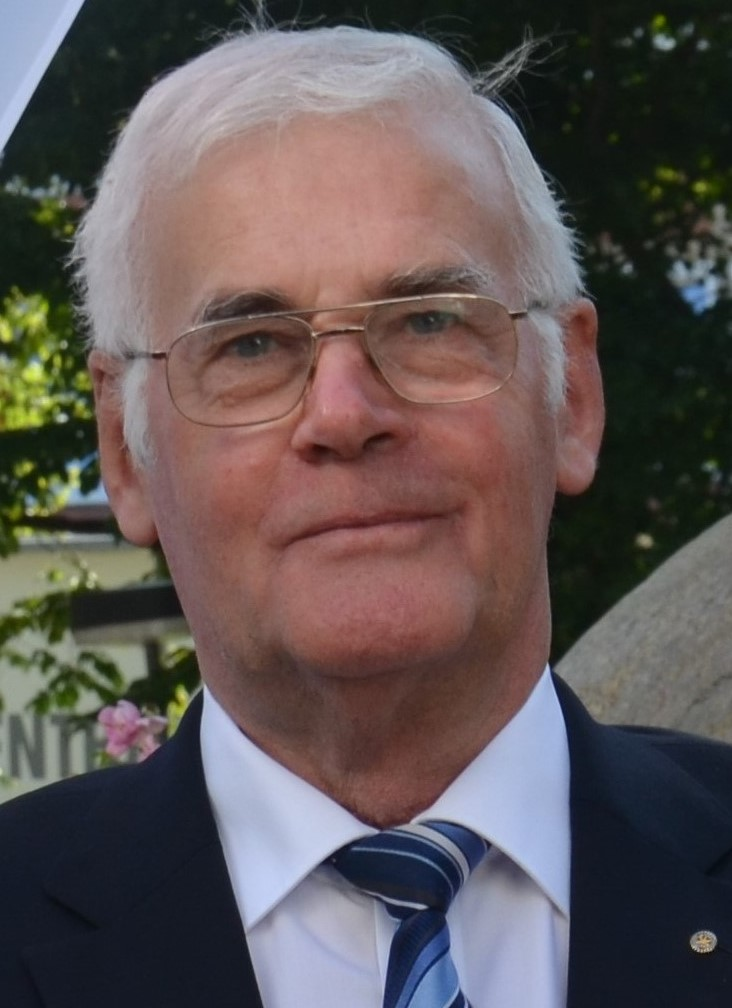
Henning Christoph Kramer

Henning Christoph Kramer (* 20. August 1940 in Owschlag) ist ein deutscher Kirchenjurist und Förderer deutsch-baltischer Beziehungen.

## Leben
Henning Christoph Kramer wurde als zweiter Sohn des Pastors Christoph Kramer und seiner Ehefrau Gertrud (geb. Hoeck) geboren. Nach dem Besuch der Grundschule in Owschlag und anschließend des altsprachlichen Gymnasiums Herderschule in Rendsburg mit Abitur im Jahr 1962 studierte er zunächst fünf Semester Theologie in Tübingen und Hamburg. Dieses Studium brach er ab, studierte anschließend Jura an der Christian-Albrechts-Universität zu Kiel und schloss dieses Studium im Jahr 1973 mit dem Großen Juristischen Staatsexamen ab.
Im Dezember 1973 wurde er in den Dienst des Landeskirchenamtes der damals noch selbständigen evangelisch-lutherischen Landeskirche Schleswig-Holstein übernommen. Nach dem Einsatz in verschiedenen Dezernaten (davon acht Jahre im Personaldezernat für Pastoren) und nach einer zeitlichen Abordnung an das Landeskirchenamt in Hamburg (1975–1976) wurde er 1984 zum Leiter des Rechtsdezernats (Justitiar), und zum juristischen Vizepräsidenten des Kirchenamtes der Nordelbisch Evangelisch-Lutherischen Kirche (NEK) berufen. Von 1988 bis 2002, in Einzelprojekten bis 2005, war er neben seinen juristischen Aufgaben auch für die Partnerschaftsarbeit der NEK zu den evangelisch-lutherischen Kirchen in Estland, Lettland und Litauen zuständig. Als Leiter des Rechtsdezernats hat er über viele Jahre in verschiedenen gesamtkirchlichen Gremien, z. B. der Vereinigten Evangelisch-Lutherischen Kirche Deutschlands (VELKD), der Evangelischen Kirche in Deutschland (EKD), des Lutherischen Weltbundes und über fast 20 Jahre in der Evangelischen Militärseelsorge im Land Schleswig-Holstein und in der Bundesrepublik Deutschland mitgearbeitet. Er wurde im August 2005 pensioniert.
Im Jahr 2004 wurde Kramer in das Präsidium und zu einem der beiden Vizepräsidenten des Landesverbandes Schleswig-Holstein des Deutschen Roten Kreuzes (DRK) gewählt. In den Jahren 2007 bis 2016 hatte er das Ehrenamt des Präsidenten des DRK-Landesverbandes Schleswig-Holstein inne.
Er ist verheiratet mit Hildegard Kramer geb. Spanuth und lebt in Kronshagen bei Kiel.

## Deutsch-baltische Partnerschaftsarbeit
Kramer engagierte sich in der Förderung der deutsch-baltischen kirchlichen Partnerschaft. Etwa 1980/1981 bat der Lutherische Weltbund seine europäischen Mitgliedskirchen, sich auf bilateralem Weg jeweils einzelnen lutherischen Kirchen im östlichen Europa besonders zuzuwenden, soweit das die damaligen politischen Verhältnisse erlaubten. Für die erst einige Jahre davor gebildete Nordelbische Kirche bot sich an – vor allem angesichts der geografischen Nähe (Ostseeraum), aber auch der noch existierenden historischen Verbundenheit (Deutsch-Balten) – Kontakt zu den evangelisch-lutherischen Kirchen in den drei baltischen Sowjetrepubliken Estland, Lettland und Litauen zu suchen. 1990 wurde das von Kramer geleitete Rechtsdezernat mit der Zuständigkeit für die Baltikumsarbeit beauftragt. Kramer gelang es, noch während der sowjetischen Okkupation enge Verbindungen zu den evangelisch-lutherischen Kirchen dieser Länder herzustellen und diesen auch trotz vielfältiger politisch bedingter Einschränkungen kirchliche Hilfe und Spenden aus Deutschland zu vermitteln. Nach der Wiedererlangung der Unabhängigkeit der baltischen Staaten im Jahr 1991 konnte auf diese Kontakte eine aktive kirchliche Partnerschaft aufgebaut werden, die in den ersten Jahren maßgeblich in dem Wiederaufbau der von der Sowjets zerstörten kirchlichen inneren und äußeren, darunter kirchenrechtlicher Strukturen und der theologischen Ausbildung bestand, sich in späteren Jahren aber auch immer mehr zu einem kirchlich-theologischen Austausch (Partnerschaftsvertrag mit der Estnischen Evangelisch-Lutherischen Kirche 2002) entwickelte, der im Fall der lettischen lutherischen Kirche allerdings in einer kirchlich-theologischen Auseinandersetzung über die Frauenordination endete.
Unter den zahlreichen kleineren und größeren kirchlichen Hilfsprojekten der NEELK, die er in den Jahren 1991 bis 2005 initiierte und durchführte, sind insbesondere zu nennen: Wiederaufbau und Restaurierung der einzigen evangelisch-lutherischen Kirche in Vilnius/Litauen (1991–1995); Wiederaufbau und Restaurierung von ungefähr 8 Kirchen im Memelland/Litauen; Gründung des Fonds für Gehälter und Versorgung in den lutherischen Partnerkirchen in Estland und Lettland (1997), in Zusammenarbeit mit der Finnischen Evangelisch-Lutherischer Kirche und dem Lutherischen Weltbund Restaurierung des Konsistoriumsgebäudes (1992–1993), sowie Kauf und Restaurierung eines Gebäudes für das Theologische Institut (1995–1996) der Estnischen Evangelisch-Lutherischen Kirche in Tallinn/Estland; Unterstützung der im Jahr 1991 wiedereröffneten Theologischen Fakultät der Universität Tartu/Estland (1992–2005); Mitwirkung bei der Wiederherstellung der im Zweiten Weltkrieg zerstörten Johanniskirche in Tartu/Estland (1997–2005).
Nach seiner Pensionierung engagierte sich Kramer in der Partnerschaftsarbeit mit den Rot-Kreuz-Organisationen in den baltischen Staaten. Er initiierte u. a. die Unterzeichnung des Partnerschaftsvertrags 2011 zwischen dem Estnischen Roten Kreuz und des DRK-Landesverbandes Schleswig-Holstein. Diesem Vertrag folgte eine intensive Zusammenarbeit mit der Rotkreuz-Zentrale in Tallinn und anderen der 16 Regionalverbände des estnischen Roten Kreuzes. In den Jahren bis 2017 organisierte er insgesamt 32 Hilfsgütertransporte in mehr als 60 Einrichtungen (Alten- und Pflegeheime, Kinderheime, Krankenhäuser, Resozialisierungseinrichtungen usw.) in den baltischen Staaten. Zu seinen letzten Rot-Kreuz-Engagements gehörte u. a. – im Kontext der Europäischen Flüchtlingskrise (2015/16) – Initiierung der Projekte für die Bereitschaftsstärkung des Estnischen Roten Kreuzes in Krisensituationen.
Seit dem Jahr 2017 setzt Henning Kramer die Förderung der deutsch-baltischen Beziehungen in einzelnen Projekten durch Rotary Clubs in Norddeutschland fort.

## Auszeichnungen und Ehrungen
- 2001: Ehrenmitgliedschaft der Universität Tartu/Estland[9]
- 2003: Bundesverdienstkreuz am Bande der Bundesrepublik Deutschland
- 2004: Orden des Marienland-Kreuzes der Republik Estland (Stufe III)[10]
- 2005: Verdienstmedaille der Stadt Tartu/Estland[11]
- 2005: Drei-Sterne-Orden der Republik Lettland (4. Klasse)[12]
- 2011: Zusammenarbeitsmedaille der Estnischen Evangelisch-Lutherischen Kirche[13]
- 2013: Verdienstorden des Landes Schleswig-Holstein[14]
- 2016: Ehrenzeichen des Deutschen Roten Kreuzes[15]
- 2016: Ehrenpräsidentschaft des DRK-Landesverbandes Schleswig-Holstein[15]